# Сосновка (Зубово-Полянський район)
Сосно́вка (рос. Сосновка, ерз. Сосновка) — селище у складі Зубово-Полянського району Мордовії, Росія. Адміністративний центр Сосновського сільського поселення.
Населення — 3122 особи (2010; 3700 у 2002).
Національний склад (станом на 2002 рік):
- росіяни — 71 %